# Marc Lawrence (acteur)
Pour les articles homonymes, voir Marc Lawrence.
Marc Lawrence, de son vrai nom Max Goldsmith, est un acteur américain né le 17 février 1910 à New York et mort  le 27 novembre 2005 à Palm Springs (Californie).
Parfois crédité sous les noms de F. A. Foss et Marc Laurence, il a scénarisé, réalisé et produit deux films : Tendre Garce (1965) et Les Monstres sanglants (1972).

## Biographie
Marc Lawrence est né à New York d’une mère juive polonaise, Minerva Norma (née Sugarman), et d’un père juif russe, Israel Simon Goldsmith,. Il fait ses études au City College of New York.
En 1930, il joue avec John Garfield dans de nombreuses pièces avant d'obtenir son premier contrat cinématographique avec la Columbia Pictures en 1932 dans Si j'avais un million (Garfield le rejoindra en 1938). De par sa carrure, il est employé dans des rôles de gangster ou de chefs de mafia. Durant la période maccarthyste, Lawrence est placé sous surveillance pour ses opinions politiques et appelé à témoigner devant le House Un-American Activities Committee. Il reconnaît alors avoir été membre du Parti communiste. Mis sur liste noire, il s'exile en Europe où il poursuit sa carrière.
Quelques années plus tard, il retourne aux États-Unis et reprend sa place à Hollywood, jouant des malfrats dans deux films de la série James Bond : Les diamants sont éternels (1971) face à Sean Connery et L'Homme au pistolet d'or (1974)  face à Roger Moore. Il joue aussi avec Laurence Olivier dans Marathon Man (1976).
En 1991, Lawrence publie une autobiographie intitulée Long Time No See: Confessions of a Hollywood Gangster.
À la télévision, il joue le rôle de M. Zeemo dans Star Trek: Deep Space Nine (épisode Badda-Bing Badda-Bang) en 1999. Sa dernière apparition est dans Les Looney Tunes passent à l'action (2003), en tant que l'un des vice-présidents d’ACME Corporation.
Il a également fait l’objet d'un roman, The Beautiful and the Profane, publié en 2002.
Il meurt d’une attaque cardiaque le 27 novembre 2005 à l’âge de 95 ans. Il repose au Westwood Village Memorial Park Cemetery, à Los Angeles en Californie. Il a une fille actrice, Toni Lawrence.

## Filmographie

### Réalisateur
- 1964 : Tendre Garce (Nightmare in the Sun)
- 1973 : Les Monstres sanglants (Pigs)

### Acteur de cinéma
- 1933 : Her First Mate de William Wyler
- 1933 : Gambling Ship de Louis J. Gasnier et Max Marcin
- 1933 : Le Fou des îles (White Woman) de Stuart Walker
- 1936 : L'Homme nu (Love on a Bet) de Leigh Jason
- 1937 : La Révolte de Lloyd Bacon
- 1937 : Le Fantôme du cirque (The Shadow) de Charles C. Coleman
- 1937 : Échec au crime (I Promise to Pay) de D. Ross Lederman
- 1937 : Criminels de l'air de Charles C. Coleman
- 1937 : Charlie Chan à Broadway d'Eugene Forde
- 1938 : Zorro l'homme-araignée  (The Spider's Web), de James W. Horne et Ray Taylor
- 1938 : Je suis la loi (I Am the Law) d'Alexander Hall
- 1939 : Homicide Bureau de Charles C. Coleman
- 1939 : L'Étrange Rêve (Blind Alley) de Charles Vidor
- 1939 : Jeunesse triomphante (Dust Be My Destiny) de Lewis Seiler
- 1939 : En surveillance spéciale (Invisible Stripes de Lloyd Bacon
- 1939 : Le Roi des reporters (The Housekeeper's Daughter) de Hal Roach
- 1939 : La Tragédie de la forêt rouge (Romance of The Redwoods) de Charles Vidor
- 1940 : L'Homme qui parlait trop (The Man Who Talked Too Much) de Vincent Sherman
- 1940 : Charlie Chan au Musée de cire (Charlie Chan at the Wax Museum)
- 1940 : Johnny Apollo de Henry Hathaway
- 1940 : The Great Profile de Walter Lang
- 1941 : Le Retour du proscrit (The Shepherd of the Hills) de Henry Hathaway
- 1941 : Fantômes en vadrouille (Hold That Ghost) d'Arthur Lubin
- 1941 : Crépuscule (Sundown) de Henry Hathaway
- 1942 : Tueur à gages (This Gun for Hire) de Frank Tuttle
- 1942 : Nazi Agent de Jules Dassin
- 1943 : L'Étrange Incident (The Ox-Bow Incident) de William A. Wellman
- 1943 : Deux Nigauds dans la neige de Charles Lamont
- 1944 : Tampico, de Lothar Mendes
- 1944 : La Princesse et le Pirate
- 1944 : Lona la sauvageonne (Rainbow Island) de Ralph Murphy
- 1945 : Dillinger, l'ennemi public n° 1 (Dillinger)
- 1945 : Club Havana d'Edgar Georg Ulmer
- 1945 : La Belle de San Francisco (Flame of Barbary Coast)
- 1946 : Cape et Poignard
- 1946 : Blonde Alibi
- 1947 : Capitaine de Castille
- 1948 : Key Largo
- 1949 : La Fille des prairies
- 1950 : Quand la ville dort (The Asphalt Jungle)
- 1950 : L'Aigle du désert
- 1950 : Deux Nigauds légionnaires
- 1951 : Espionne de mon cœur (My Favorite Spy) de Norman Z. McLeod
- 1953 : Il più comico spettacolo del mondo
- 1954 : Vacanze col gangster de Dino Risi
- 1955 : Plus près du ciel (La catena dell'odio) de Piero Costa
- 1956 : Hélène de Troie
- 1966 : Du mou dans la gâchette
- 1969 : Krakatoa à l'est de Java (Krakatoa, East of Java)
- 1970 : La Lettre du Kremlin
- 1971 : Les diamants sont éternels
- 1974 : L'Homme au pistolet d'or
- 1976 : Marathon Man
- 1978 : Drôle d'embrouille (Foul Play)
- 1979 : Hot Stuff
- 1980 : Un drôle de flic (Poliziotto superpiù)
- 1983 : Escroc, Macho et Gigolo (Cane e gatto)
- 1986 : Le Flic de mon cœur (The Big Easy)
- 1989 : Un fusil pour l'honneur (Blood Red) de Peter Masterson
- 1992 : Ruby
- 1995 : Groom Service (Four Rooms)
- 1996 : Une nuit en enfer
- 1996 : Gotti de Robert Harmon
- 1999 : La Fin des temps
- 1999 : Star Trek: Deep Space Nine (saison 7 épisode 15 : Badabim, badaboum) M. Zeemo
- 2001 : Terre Neuve
- 2003 : Les Looney Tunes passent à l'action